# The Rocks (Sydney)

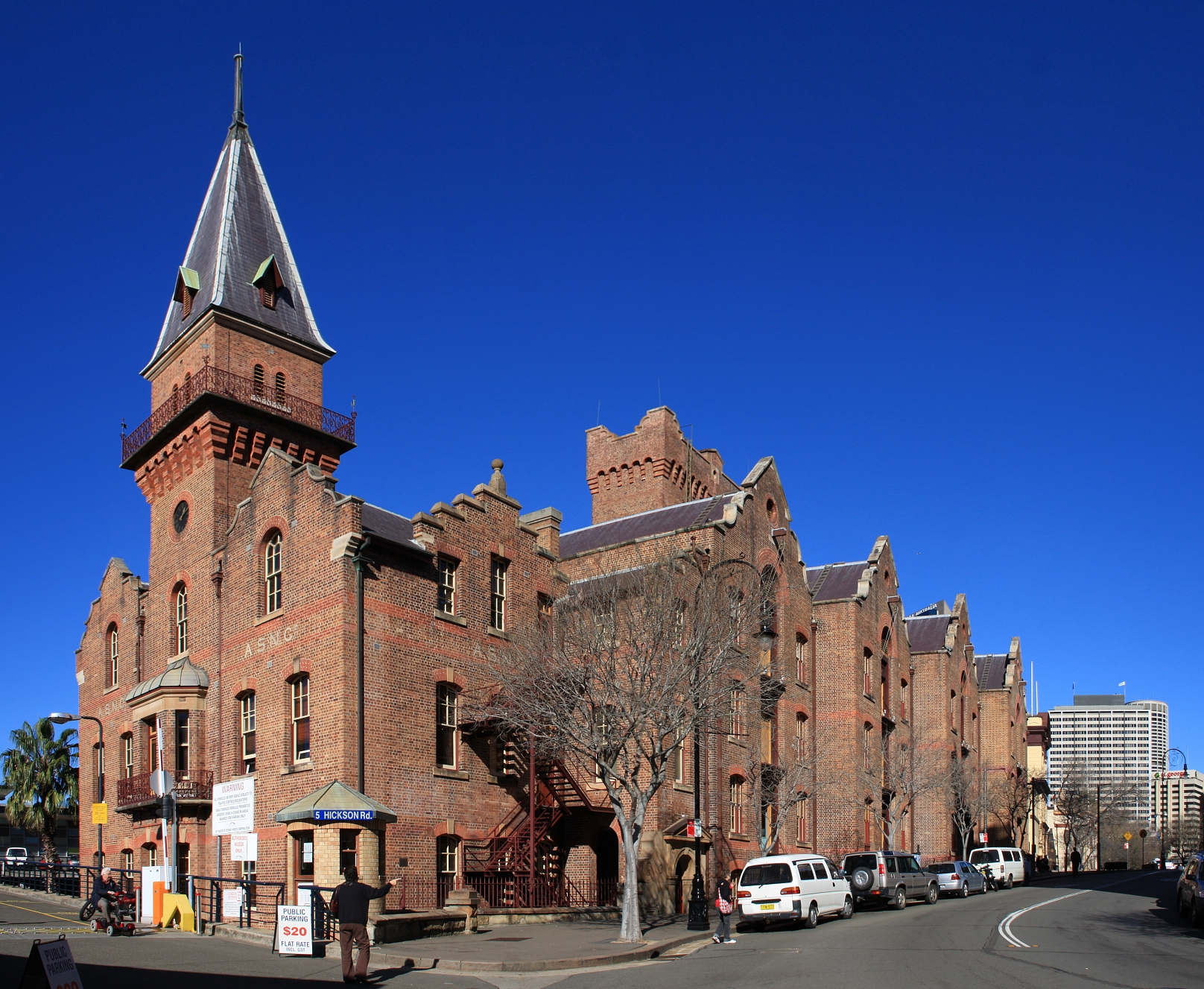
Immeuble du quartier The Rocks.

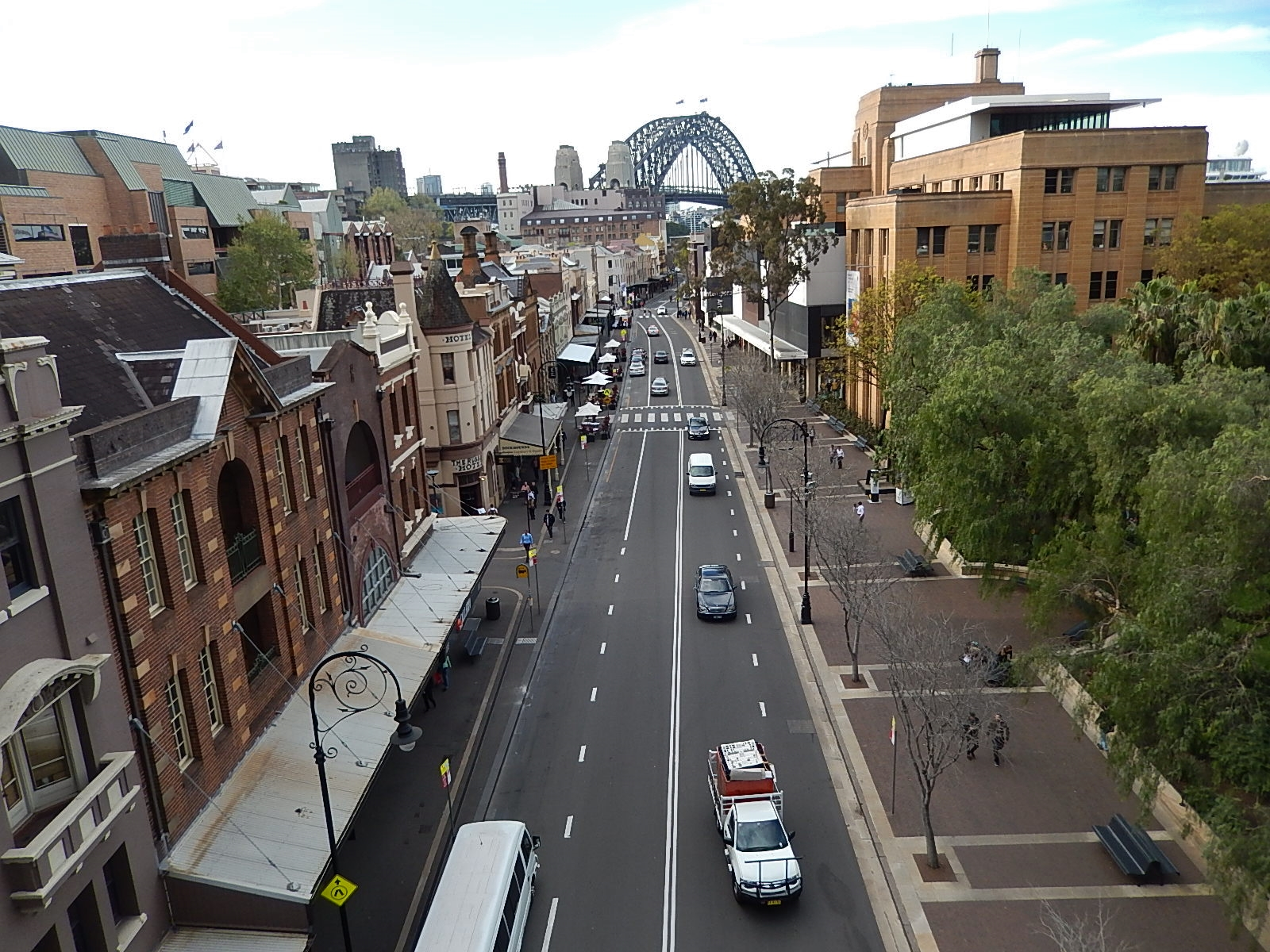
Rue du quartier.

The Rocks est le plus ancien quartier de la cité de Sydney, en Australie, situé sur le côté ouest de Sydney Cove, non loin du Circular Quay, lieu où la ville est officiellement fondée par le capitaine Arthur Phillip en 1788.
Les premiers bâtiments construits à cette époque sont en grès, ce qui donne son nom à ce quartier. À l'origine, The Rocks est fréquenté par les marins et les prostituées, puis à la fin des années 1800 par des gangs. Plusieurs projets de reconstruction sont entrepris, stoppés par les deux guerres mondiales. Sous la pression des habitants du quartier, des bâtiments anciens sont conservés et restaurés. The Rocks est maintenant un lieu touristique, connu pour son marché qui est ouvert toutes les fins de semaine et pour ses pubs et magasins de souvenirs.